# Хвіст Василь Іванович
Василь Іванович Хвіст (1879, с. Велика Кошелівка, Ніжинський повіт, Чернігівська губернія — 11 жовтня 1912, Мінусинськ, Єнісейська губернія) — український громадсько-політичний діяч, член Української думської громади, депутат II Державної Думи від Чернігівської губернії, соціаліст-революціонер (есер).

## Біографія
Народився в козацькій родині у селі Велика Кошелівка Дремайлівської волості Ніжинського повіту. Отримав початкову освіту в сільській земській школі.
Проходив військову службу в Петербурзькому головному артилерійському штабі, де працював штабним писарем. Після демобілізації повернувся до рідного села та, попри молодий вік, був обраний волосним старшиною. Водночас займався сільським господарством на власній ділянці у 10 десятин.
Під час роботи I Державної Думи відвідував Санкт-Петербург як ходак від сільської громади, відстоюючи інтереси селян. 

## Депутатська діяльність
На виборах до II Державної Думи 1907 року був обраний депутатом від загального складу виборців Чернігівського губернського зібрання.  Спочатку входив до фракції соціалістів-революціонерів, а 4 березня 1907 року разом із лікарями М. К. Рубісовим, Н. І. Долгополовим та священником А. І. Гриневичем закликав українських депутатів зібратися для створення окремої українськ ої фракції. Так була заснована «Українська трудова громада», яка об'єднала 47 парламентарів.

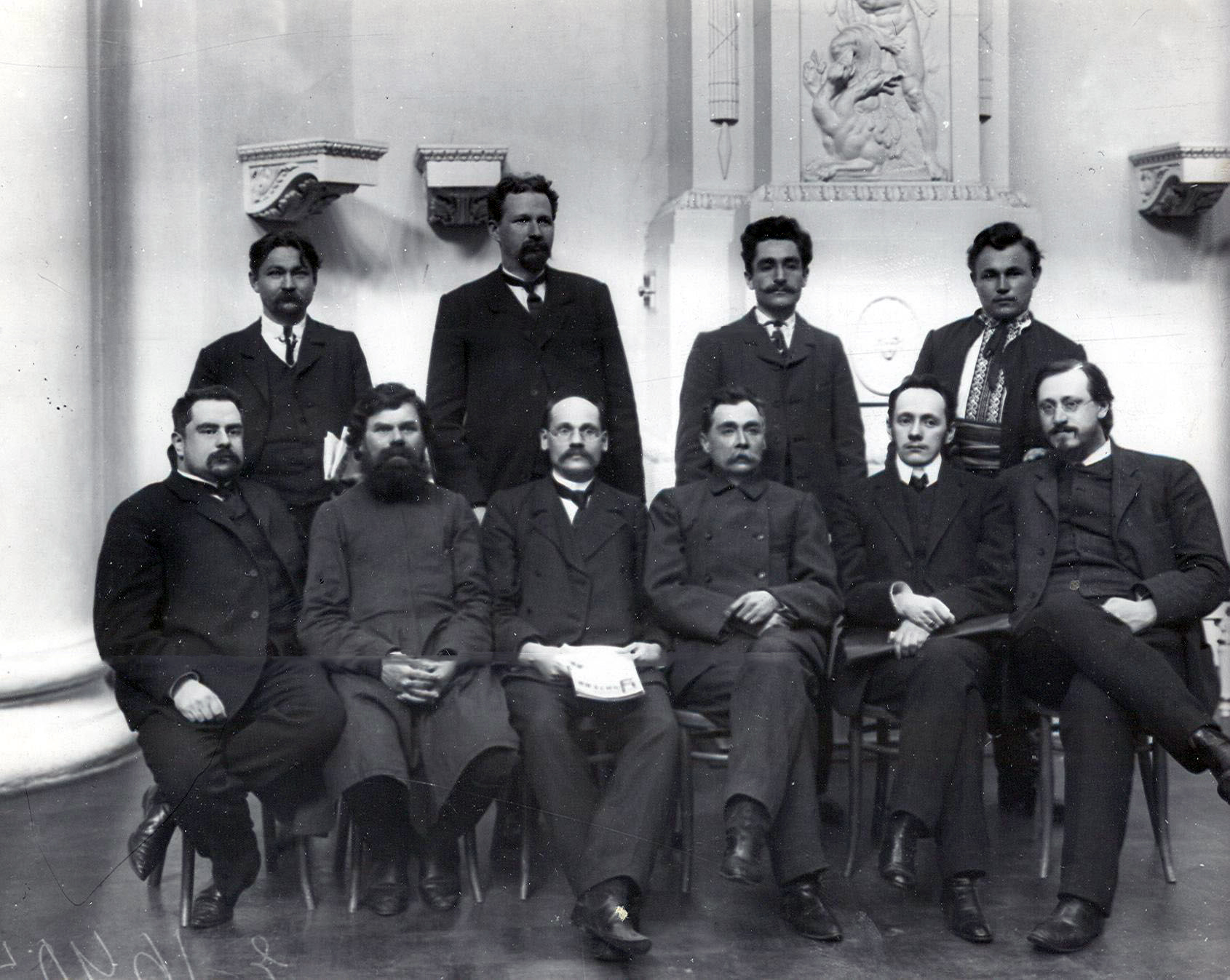
Депутати Державної Думи II скликання від Чернігівської губернії. Стоять: Н. В. Дементьєв, М. К. Рубісов, П. І. Приходько, В. І. Хвіст; сидять: П. П. Юренєв, Т. С. Веремієнко, А. Г. Лосик, П. О. Трофименко, М. А. Іскрицький, В. В. Вовк-Карачевський

У Думі Василь Хвіст активно виступав на захист українських селян і їхніх прав. Він виступав у дебатах щодо створення Комісії з народної освіти, вимагав пріоритету земських шкіл перед церковнопарафіяльними, а також навчання селянських дітей рідною мовою, брав участь у розгляді запиту про переслідування селянських депутатів від Київської та Подільської губерній, а також виступав проти спроб звинуватити соціалістів-революціонерів у підготовці замаху на імператора, великого князя Миколу Миколайовича та прем'єр-міністра Петра Столипіна.

## Арешт і заслання
Після розгону II Державної Думи у червні 1907 року на Хвоста посипалися доноси, що змусило його разом із дружиною та п'ятьма дітьми переїхати до Києва. Там він влаштувався касиром у театр Миколи Садовського.
Проте восени 1907 року його заарештували за звинуваченням у створенні злочинного угруповання та приховуванні терориста. Поліція не надала жодних доказів, однак Хвіст провів 1,5 року в одиночній камері Чернігівської в’язниці, закутий у кайдани. Під час ув’язнення отримував допомогу від "першодумця" Іллі Шрага, який відбував покарання за «Виборзьке воззвання» — він ділився з Хвостом їжею та українськими книгами.
Після суду Хвоста закутого у кайдани відправили в заслання до Красноярська, а згодом — у село Рибне Мінусинського повіту Єнісейської губернії, за 360 верст від найближчого міста.
На засланні Хвіст намагався займатися садівництвом, писав друзям, що хоче вирощувати в парниках кавуни, дині, баклажани, але не знає, чи вдасться. Також просив вислати йому українські книги, зокрема «Історію України»: «Пришліть мені, бо в мене немає, а треба ж дуже».

## Загибель
11 жовтня 1912 року Василь Хвіст загинув за нез’ясованих обставин у Мінусинську.